# 俄罗斯海军第11军
俄罗斯海军第11军（羅馬化：11-y Armeyskiy Korpus），是隶属于俄罗斯海军波罗的海舰队岸防部队的一支军级作战单位。建立于2016年，军部位于加里宁格勒州古謝夫。为西部军区作战单位。

## 编制
截至2021年，该军编制包括：
- 第18近卫摩托化步兵师（英语：18th Guards Motor Rifle Division）
- 第244炮兵旅（英语：244th Artillery Brigade (Russia)）
- 第152近卫导弹旅（俄语：152-я гвардейская ракетная бригада）
- 第7近卫摩托化步兵团（英语：1st Guards Motor Rifle Division）
- 第22独立近卫防空导弹团
- 第46独立侦察营
- 第40独立指挥营